# Belgisch-Deense betrekkingen

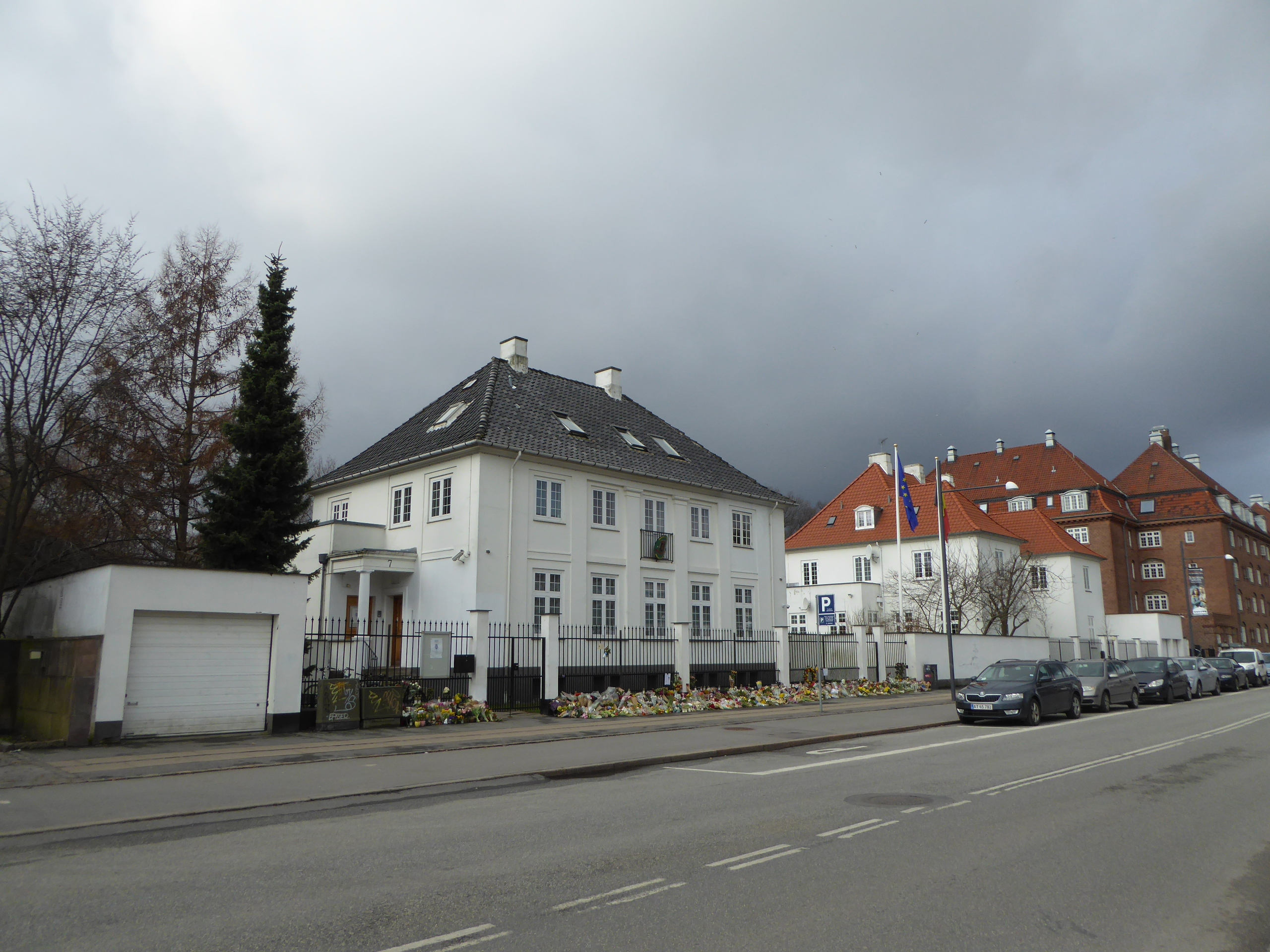
Ambassade van België in Kopenhagen

De Belgisch-Deense betrekkingen zijn de internationale betrekkingen tussen België en Denemarken. De betrekkingen begonnen op 13 juni 1841 na de onafhankelijkheid van België van Nederland. Beide landen zijn lid van de Europese Unie en de NAVO. Ook maken beide landen deel uit van de Schengenzone.
In 2002 bezocht koningin Margrethe II van Denemarken België.

## Landenvergelijking
|                 | België                    | Denemarken                |
| --------------- | ------------------------- | ------------------------- |
| Bevolking       | 11.720.716 (2020)         | 5.869.410 (2020)          |
| Oppervlakte     | 30.528 km²                | 43.094 km²                |
| Dichtheid       | 383,9/km² (2020)          | 136,2/km² (2020)          |
| Hoofdstad       | Brussel                   | Kopenhagen                |
| Regeringsvorm   | Constitutionele monarchie | Constitutionele monarchie |
| Officiële talen | Nederlands, Frans, Duits  | Deens                     |

## Diplomatie
| Van het Koninkrijk België - Kopenhagen (ambassade) |  | Van het Koninkrijk Denemarken - Brussel (ambassade) |